# Shaft (série télévisée)
Pour les articles homonymes, voir Shaft.
 (janvier 2022).
Si vous disposez d'ouvrages ou d'articles de référence ou si vous connaissez des sites web de qualité traitant du thème abordé ici, merci de compléter l'article en donnant les références utiles à sa vérifiabilité et en les liant à la section « Notes et références ».
Shaft est une série télévisée policière américaine en sept épisodes de 70 minutes diffusée entre le 9 octobre 1973 et le 19 février 1974 sur le réseau CBS.
En France, la série est diffusée à partir du 13 novembre 1975 sur TF1, puis rediffusée en novembre 2006 sur la chaîne Ciné Polar.

## Synopsis
John Shaft est un détective privé new-yorkais qui collabore régulièrement avec la police.

## Distribution
- Richard Roundtree : John Shaft
- Tony Curtis : Clifford Grayson (épis 3)

## Épisodes
1. Les Justiciers (The Enforcers)
2. Le Meurtre (The Killing)
3. Délit de Fuite (Hit-Run)
4. L'Enlèvement (The Kidnapping)
5. L'Injustice (Cop Killer)
6. L'Affaire Capricorne (The Capricorn Murders)
7. La Machine à Tuer (The Murder Machine)